# بابلو تريجو بيريز
بابلو تريجو بيريز (بالإسبانية: Pablo Trejo Pérez)‏ هو سياسي مكسيكي، ولد في 24 يناير 1964 في مدينة مكسيكو في المكسيك. حزبياً، نشط في حزب الثورة الديمقراطية. وقد انتخب عضو مجلس النواب المكسيك.